# Петровская, Надежда Владимировна
Наде́жда Влади́мировна Петро́вская, партийная кличка Мария Ивановна Смирнова, агентурная кличка Мисс (5 (17) января 1875, Санкт-Петербург, Российская империя — 27 сентября 1935, Горький, СССР) — эсерка, врач по профессии, деятельница антибольшевистского подполья в 1918—1919 годах, связная английского агента Пола Дюкса. Была арестована, приговорена к расстрелу, активно сотрудничала со следственными органами ВЧК, помилована в 1922 году.

## Биография
Надежда Владимировна Петровская (урождённая Вольфсон, в первом браке Ерофеева) родилась 5 января 1875 года в Санкт-Петербурге. Отец — Владимир Вольфсон, писатель, драматург и переводчик — оставил семью, когда дочери было три года, мать — учительница Елизавета Григорьевна Вольфсон. Семья жила скромно, только в 15 лет Надежда смогла поступить в Литейную гимназию (окончила её с серебряной медалью в 1893 году). С 17 лет сама стала давать частные уроки. Создала организацию подростков для помощи бедным, член кружка социалистической молодёжи. Вышла замуж за слушателя Военно-медицинской академии Дмитрия Ерофеева, в 1894 году родился сын Павел, через два года разошлась с мужем.
В 1896 году носила арестованному в Петербурге В. И. Ульянову передачи по просьбе его сестры Анны. По воспоминаниям Петровской, Анна попросила её ежедневно носить брату еду, что было разрешено тюремным врачом, а для разрешения свиданий она была записана как невеста Ульянова.
С 1897 года получала медицинское образование в Петроградском женском медицинском институте. После окончания в 1902 году учёбы работала врачом в Кронштадте, второй раз вышла замуж за преподавателя Минного офицерского класса А. А. Петровского, у которого остался сын Владимир от первого брака. Была членом партии социалистов-революционеров.
В 1910-х годах, судя по архивным фотографиям, работала в Императорском клиническом повивально-гинекологическом институте, а в 1916 году — в Иркутском полевом госпитале, размещавшемся в тот период в здании Николаевской морской академии.
В дни Февральской революции 1917 года оказывала помощь раненым. После этого работала в Максимилиановской больнице, где вскоре стала принимать своих агентов под видом больных.
В 1918 году подала заявление в большевистскую партию, причём не одна, а вместе с двумя сыновьями. Сын Павел был принят в РКП(б) в январе, а она — 15 февраля 1919 года.
Попала в поле зрения Петроградской ЧК после ареста двух бывших офицеров флота, признавшихся о встречах на квартире Петровской с неким англичанином, и 2 июня 1919 года была арестована «за шпионскую деятельность». Дело вёл следователь Н. М. Юдин (1892—12 июля 1919). Петровская на допросах утверждала, что неизвестный, «похожий на Христа» и говоривший с английским акцентом, явился к ней (12 декабря 1918 года) по рекомендации руководителя американской гуманитарной организации мистера Роберта Уальдо, а сам представился корреспондентом одной из британских социалистических газет Сергеем Ивановичем Савантовым, русским, но родившимся и выросшим в Великобритании. Вновь он появился спустя месяц с отмороженными пальцами ног и, пройдя курс лечения, попросил познакомить его с кем-нибудь из советских чиновников «для получения объективной информации». Сознавшись, что кое с кем его познакомила, Петровская утверждала, что про шпионаж не помышляла.
Через два дня после ареста Петровская отправила телеграмму Ленину с просьбой подтвердить, что в 1896 году она в качестве «невесты» носила ему передачи, когда он находился в тюрьме:

Срочная. Москва. Кремль. Товарищу Ленину. Многоуважаемый Владимир Ильич, прошу телеграммой мне подтвердить тот факт, что я 22 года тому назад Вас навещала в тюрьме как Ваша невеста. На меня сделан ложный донос, и Вы Вашим подтверждением нашего знакомства избавите меня от унизительного положения обвиняемой. Шлю сердечный привет. Мой адрес: Петроград, Васильевский остров, 4 линия, дом 5, квартира 4. Преданная Вам Вольфсон, по мужу Петровская.
В автобиографии, представленной следователю 5 июня 1919 года, Петровская так описывала этот эпизод: «Помню нашу первую встречу. Владимир Ильич был худ и бледен. Только лучистые глаза смотрели прямо в душу… Ходила я к нему на свидание три раза в неделю в течение двух месяцев».
Из сохранившегося ответа Ленина видно, что помимо телеграммы было ещё одно, не сохранившееся письмо от Петровской:

12 июня 1919. Вы пишете, что Вас могут и даже «будут вправе» упрекать в неправде, если я не дам подтверждения, что Вы посещали меня в тюрьме 22 года тому назад. Я извиняюсь, что забыл многое из той поры, но сестра подтверждает определённо, и я припоминаю, что посещения были, — прошу извинить, что забыл фамилию. Поэтому ни в каком случае на основании моей плохой памяти Вас-то упрекать никто не вправе. Я надеюсь, Вы извините меня, что я не в состоянии принять Вас, в силу ряда особенно спешных дел.
Искренно уважающий Вас В. Ульянов (Ленин)
Вслед за этим Ленин отправил записку следователю:

14 июня 1919 Петроград, Гороховая, 2. Следователю Юдину. Прошу просмотреть приложенное и сообщить мне, какие у Вас данные против Петровской и нет ли подозрений против неё. Приложенное прошу вернуть.
Председатель Совета Народных Комиссаров В. Ульянов (Ленин)
12 июня Николай Юдин уехал в Кронштадт на раскрытие заговора, а 8 июля он ответил Ленину, что конкретных оснований обвинять Петровскую нет, поэтому никаких репрессивных мер к ней не принимается, дело прекращено и она выпущена на свободу.
В источниках нет единства по поводу точной даты и причин освобождения Петровской летом 1919 года. Под сомнение ставится то, что именно вмешательство Ленина стало главной причиной освобождения, и указывается дата освобождения Петровской 12 июня 1919 года — в день начала мятежа на форте «Красная горка» (по другим источникам, освобождение состоялось не ранее 8 июля). Вместе с тем Петроградская ЧК сообщала, что располагает сведениями о встречах на квартире Петровской участников шпионской белогвардейской организации с англичанином Савантовым.
После побега из Петрограда почувствовавшего опасность сотрудника британской разведки Пола Дюкса (он же Сергей Савантов) в августе 1919 года в основном через Петровскую осуществлялась связь и финансирование созданной им подпольной организации.
18 ноября 1919 года Петровская была арестована в Петрограде как «участница контрреволюционной организации», по другим сведениям — по обвинению в шпионаже в пользу английской разведки (дело вёл следователь Э. М. Отто). Чекисты вышли на неё случайно, после задержания во время облавы шестнадцатилетней гимназистки Жоржетты Кюрц — она, как оказалось, знала Пола Дюкса, посещавшего квартиру её отца Ильи Кюрца. На допросе Кюрц сознался, что принимал активное участие в белогвардейском заговоре и работал на Дюкса, а также назвал Петровскую как хозяйку одной из конспиративных квартир. Собранные улики и показания соучастников полностью изобличили Петровскую как участницу антисоветского заговора и английскую шпионку. Также выяснилось, что в свою деятельность она вовлекла обоих сыновей.
Незадолго до окончания следствия Петровская обратилась в коллегию Петроградской ЧК:

Я понимаю, что заслужила расстрела и жду его… Я умоляю… наказать меня со всей суровостью… но не лишайте меня жизни… Пощадите мою жизнь, и вы в этом не раскаетесь. Поверьте, что среди нас, преступников, ваше милосердие вызовет не только чувство умиления и восторга, но непреодолимую потребность доказать на деле своё раскаяние и решение идти до конца своей жизни рука об руку с вами.
Петровская и Кюрц оказались в числе первых в расстрельном списке, утверждённом решением коллегии Петроградской ЧК 9 января 1920 года. Однако приговор не был приведён в исполнение — приговорённым было предложено сотрудничество со следствием в деле раскрытия подпольных организаций, причём не только в Петрограде, но и в Москве, где Петровскую допрашивал А. Х. Артузов. Стали известны дома и квартиры в Москве, которые она посещала вместе с Дюксом. Чекисты вышли на члена коллегии Главтопа профессора Н. Н. Виноградского, показания которого привели к массовым арестам.
6 февраля 1920 года Петровская была отправлена в Москву и заключена в Бутырскую тюрьму, работала там врачом и в качестве секретного сотрудника чекистов. В начале октября обратилась с заявлением в Московский Политический Красный Крест о задержках переписки с родственниками, после чего в конце октября была переведена во внутреннюю тюрьму ВЧК, где провела голодовку протеста (двенадцать дней). 29 апреля 1921 года возвращена в Бутырскую тюрьму, но с нарушением оговорённых следователем ВЧК условий содержания — с заключением в одиночную камеру и без разрешения работать врачом. 4 мая Петровская обратилась за помощью к Е. П. Пешковой с просьбой о разрешении работать в тюрьме врачом.
По ходатайству Е. П. Пешковой Петровская была помилована (постановление Президиума ВЦИК от 28 февраля 1922 года) и 4 марта 1922 года освобождена из тюрьмы.
В 1923 году уехала в Сибирь, через два года к ней присоединилась дочь Наталья. По сводкам-наблюдениям Красноярского окружного отдела ОГПУ, 9—10 апреля 1925 года было отмечено прибытие Петровской в Красноярск «с целью оказать содействие к облегчению положения ссыльным, перебрасываемым в отдалённые места», отмечалось также, что она прибыла с Ангары. Возможно, она являлась своеобразной связной между ссыльными, кроме того, её дочь в это время училась в Томском университете.
Согласно архивной справке от 30 июня 1925 года о расторжении брака с А. А. Петровским оставила добрачную фамилию — Ерофеева. В 1926 году она проживала в Новосибирске с дочерью, зятем и их новорождённым сыном.
С начала 1930-х годов проживала с дочерью и внуком в Горьком. Подробности последнего периода жизни неизвестны, скончалась 27 сентября 1935 года в Горьком.

## Семья
- Муж (с 1902 по 1925 год[2]) — А. А. Петровский (1873—1942) с сыном от первого брака Владимиром.
  - Сын — Павел Дмитриевич Ерофеев (1894—1920), сменивший имя на Виль де Валли[27].
  - Дочь — Наталья (1904 — после 1949). Муж Е. Н. Мальм[28][29], сын Михаил (1926 — ?)[25][* 10].

В конце 1919 года были арестованы практически все члены семьи А. А. Петровского. Сам он и дочь Наталья содержались под стражей с 22 ноября 1919 по 20 февраля 1920 года. Павел Ерофеев — в 1919 году сотрудник политотдела 7-й армии — был арестован 27 ноября 1919 года, приговорён к высшей мере и расстрелян 11 января 1920 года. Владимир был арестован и содержался под стражей, судя по архивным документам, с 14 января по 22 мая, а возможно, по июнь 1920 года.